# José Luis Bustamante y Rivero
José Luis Bustamante y Rivero (født 15. januar 1894, død 11. januar 1989) var en peruviansk jurist og politiker.
Han var Perus præsident i 1945-48 men blev afsat ved et militærkup af Manuel Odría. I 1960 blev han medlem af den Internationale Domstol i Haag og var dens præsident i 1967-69.